# Boehmantis microtympanum
Boehmantis microtympanum (Angel, 1935) è una rana della famiglia Mantellidae, endemica del Madagascar. È l'unica specie nota del genere Boehmantis.

## Distribuzione e habitat
Questa specie ha un areale stimato di poco più di 5.000 km2 nella parte sud-orientale del Madagascar.